# Олена Андрейчева
Єлєна Андрейчева (англ. Elena Andreicheva ім'я при народженні Олена Андрейчева) — українська[джерело?] та британська кінематографістка та журналістка.

## Життєпис
Народилася в Києві. У 1995 році переїхала спочатку на навчання а згодом жити та працювати в Лондон, де після закінчення навчання почала займатися в галузі документального- та теле- кіновиробництва у співпраці з різними кіновиробничими компаніями Великої Британії.
До початку кар'єри у кіно, Андрейчева вивчала фізику та наукову журналістику.

## Премія Оскар
Стрічка Олени Андрейчевої «Навчитися кататися на скейтборді в зоні бойових дій (якщо ти дівчина)» — Learning to Skateboard in a Warzone (If You're a Girl) отримала статуетку «Оскар» за найкращий документальний короткометражний фільм. 40-хвилинна картина напередодні виборола нагороду BAFTA-2020.